# Englische Cricket-Nationalmannschaft in Neuseeland in der Saison 1965/66
Die Tour der englischen Cricket-Nationalmannschaft nach Neuseeland in der Saison 1965/66 fand vom 25. Februar bis zum 15. März 1966 statt. Die internationale Cricket-Tour war Bestandteil der Internationalen Cricket-Saison 1965/66 und umfasste drei Tests. Die Serie endete 0–0 unentschieden.

## Vorgeschichte
England spielte zuvor eine Tour in Australien.
Das letzte Aufeinandertreffen der beiden Mannschaften bei einer Tour fand in der Saison 1965 in England statt.

## Stadien
Die folgenden Stadien wurden für die Tour als Austragungsort vorgesehen.
| Stadion        | Stadt        | Kapazität | Spiele  |
| -------------- | ------------ | --------- | ------- |
| Eden Park      | Auckland     | 50.000    | 3. Test |
| Lancaster Park | Christchurch | 38.628    | 1. Test |
| Carisbrook     | Dunedin      | 29.000    | 2. Test |

## Kaderlisten
Die Mannschaften benannten die folgenden Kader.
| Test | Test |
| Neuseeland | England |
| --- | --- |
| - Murray Chapple (K) - Gary Bartlett - Grahame Bilby - Bevan Congdon - Bob Cunis - Terry Jarvis - Ross Morgan - Dick Motz - Eric Petrie (wk) - Vic Pollard - Tom Puna - Mike Shrimpton - Berry Sinclair - Bruce Taylor | - Mike Smith (K) - David Allen - Geoff Boycott - David Brown - Colin Cowdrey - John Edrich - Ken Higgs - Jeff Jones - Barry Knight - John Murray (wk) - Peter Parfitt - Jim Parks (wk) - Eric Russell |

## Tests

### Erster Test in Christchurch
| 22. – 26. Juni Scorecard | Christchurch | England 342 (127.2) & 201-5d (67) | – | Neuseeland 347 (143.4) & 48-8 (48) |
|                          |              | Remis                             |   |                                    |

England gewann den Münzwurf und entschied sich als Schlagmannschaft zu beginnen.

### Zweiter Test in Dunedin
| 4. – 8. März Scorecard | Dunedin | Neuseeland 192 (105.4) & 147-9 (82) | – | England 254-8d (104) |
|                        |         | Remis                               |   |                      |

Neuseeland gewann den Münzwurf und entschied sich als Schlagmannschaft zu beginnen.

### Dritter Test in Auckland
| 11. – 15. März Scorecard | Auckland | Neuseeland 296 (132.5) & 129 (102.4) | – | England 222 (88.5) & 159-4 (75) |
|                          |          | Remis                                |   |                                 |

Neuseeland gewann den Münzwurf und entschied sich als Schlagmannschaft zu beginnen.